# Andània
Andània (grec antic: Ἀνδανία) fou una ciutat de Messènia, a la regió del Peloponnès (Grècia).

## Mitologia
Segons Pausànias, Licos (fill de Pandíon) va introduir els ritus de les Grans Deesses (Demèter i Persèfone) a Andània. Policàon i la seva muller Messene, van fundar entre altres ciutats «aquella en què va ser construït el palau, Andània». en aquest palau van viure Perieres i altres reis, però quan Afareu fundà Arene, ell i els seus fills hi van viure. Es deia que, posteriorment, havia estat la capital del regne dels lèleges.

## Història
L'assentament d'Andània es trobava a nord-oest de Messene. Estrabó, per la seva banda, situa Andània a la regió d'Arcàdia i esmenta que Demetri d'Escepsis defensava que era la ubicació de la ciutat anomenada Ecàlia on va regnar, segons la mitologia, Èurit.
Va romandre deshabitada a la segona guerra messènica (685 aC–668 aC), quan els ciutadans es van refugiar a la fortalesa d'Ira. Titus Livi la cataloga de parvum oppidum en l'any 191 aC. Però bé podria haver estat llavors una comunitat centrada en un santuari en comptes d'una polis, car els messenis van dir a Epaminondes que no s'establirien de nou a Ecàlia i Andània per les desgràcies que havien patit quan hi vivien, i no es reassentaren fins al 396 aC. Roebuck suggereix que es va separar de Messene el 182 aC, quan Messene va ser requerida per unir-se a la Lliga Aquea, i Andània va ser recuperada per Messene l'any 146 aC.
El rei messeni Aristòmenes va néixer a Andània.
Modernament, l'antiga Andània ha donat nom a una unitat municipal, que fins a 2011 conformà un municipi però que, arran la reforma administrativa del Programa Cal·lícrates, forma part del municipi d'Ecàlia. En 2001 la població era de 3084 habitants.